# Raó d'estat
La raó d'Estat és una expressió que significa assumir i actuar d'acord amb els interessos propis de l'Estat (per exemple, de la seva pervivència o enfortiment). Fou una expressió encunyada per Nicolau Maquiavel, per la qual l'Estat o els seus governants defensen els seus interessos fins i tot a risc de perjudicar els ciutadans o grups de persones que s'hi oposen. Els defensors de "la raó d'Estat" solen considerar que la defensa dels "interessos" de l'Estat legitima que aquest o els governants ignorin i violentin les pròpies lleis. Tal és l'argument esgrimit, per exemple, en certs assassinats selectius o en certs casos de terrorisme d'estat.